# الموناليزا النمرودية
تشير الموناليزا النمرودية إلى قطعة فنية عاجية منحوتة تم اكتشافها في مدينة النمرود خلال حملة تنقيب من عام 1949 إلى عام 1963، بقيادة السير ماكس مالوان . وهو من أشهر عاجيات نمرود. كما عُرفت أيضًا باسم "سيدة البئر". وعلى النقيض من ذلك، تم العثور على تمثال آخر معه يحمل اسم "الأخت القبيحة".
عند التنقيب عنه، قامت زوجة مالوان أجاثا كريستي بتنظيفه. وقد تم حفظه في متحف العراق.

## وصف
تصور الموناليزا في نمرود رأس امرأة، ولا يمتد التمثال كثيراً إلى ما دون الذقن. إنها تحتوي على شريط حول الجزء العلوي والسفلي مع ثقوب الأوتاد. إنها ترتدي غطاء للرأس وشعرها مرتب بشكل مزخرف.

## اكتشاف الموناليزا النمرودية
في أبريل 1952، تم استكمال التنقيب في أعمق مستويات البئر المبطنة بالطوب، والتي تم العثور عليها في العام السابق داخل الغرفة NN من القصر الشمالي الغربي للملك آشور ناصر بال. عند الحفر على عمق 18 مترًا (60 قدمًا) أسفل المسار المائتين والخامس والأربعين لرأس البئر، واجه فريق الحفريات صعوبات في السيطرة على المياه المتدفقة. ومع العمل المستمر طوال اليوم وحتى ساعات الليل على ضوء مصابيح الأعاصير، تمكن الفريق من الوصول إلى الصخر الأساسي على عمق 25.4 مترًا.
أثناء الحفر في المستويات الأعمق، بدأ الفريق في اكتشاف أشياء ألقيت في البئر عند نهب مدينة كالح في نهاية القرن السابع قبل الميلاد. كانت هذه المكتشفات تشير إلى احتمالية العثور على كنوز قيّمة، حتى أعلن رئيس العمال اكتشاف تمثال عاجي يُعرف باسم "سيدة البئر". تم انتشال الرأس العاجي من المياه الموحلة التي دفن فيها لأكثر من 2500 عام.
تم تنظيف التمثال بعناية من الوحل الذي غطى وجهه وشعره وتاجه. أظهر التمثال ملامح امرأة ذات تعبير حي، حيث كان العاج الطبيعي الدافئ يمتزج مع خصلات شعر سوداء، مما أضفى على التمثال جمالية استثنائية.